# Ferrandia ferrandii
Ferrandia ferrandii är en spindeldjursart som först beskrevs av Kraepelin 1899.  Ferrandia ferrandii ingår i släktet Ferrandia och familjen Solpugidae. Inga underarter finns listade i Catalogue of Life.